# Calzada de Valdunciel
Calzada de Valdunciel település Spanyolországban, Salamanca tartományban. Calzada de Valdunciel Castellanos de Villiquera, Valverdón, Forfoleda és Valdunciel községekkel határos. Lakosainak száma 700 fő (2024).

## Népesség
A település népessége az elmúlt években az alábbi módon változott:
| Lakosok száma | 657  | 669  | 669  | 642  | 650  | 660  | 666  | 703  | 706  | 700  |
|               | 2001 | 2004 | 2007 | 2009 | 2012 | 2014 | 2017 | 2019 | 2022 | 2024 |